# Asparagus schroederi
Asparagus schroederi är en sparrisväxtart som beskrevs av Adolf Engler. Asparagus schroederi ingår i släktet sparrisar, och familjen sparrisväxter. Inga underarter finns listade i Catalogue of Life.